# Nynke Klopstra
Nynke Klopstra (Giekerk, 5 april 1973) is een voormalig Nederlands judoka.
Bij de Europese kampioenschappen van 2004 in Boedapest won Klopstra de bronzen medaille in de klasse tot 48 kg. In deze klasse won ze van 1998 tot 2003 zes achtereenvolgende keren het Nederlandse kampioenschap. Na haar succes bij de EK kreeg ze te maken met verschillende blessures. Ze besloot te stoppen met haar judocarrière op 30 oktober 2006.

## Medailles
1998 Nederlands Kampioenschap (-48 kg), 's-Hertogenbosch
 1999 Nederlands Kampioenschap (-48 kg), 's-Hertogenbosch
 2000 Nederlands Kampioenschap (-48 kg), 's-Hertogenbosch
 2001 Nederlands Kampioenschap (-48 kg), 's-Hertogenbosch
 2002 Nederlands Kampioenschap (-48 kg), Amsterdam
 2003 Nederlands Kampioenschap (-48 kg), Amsterdam
 2004 Europees Kampioenschap (-48 kg), Boedapest